# Amarelos

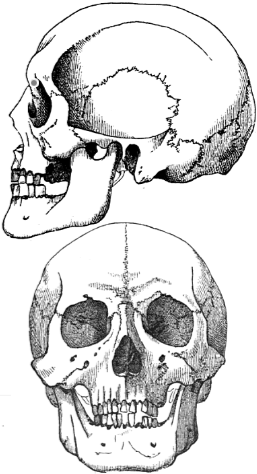
Crânio mongolóide.

Amarelos, mongoloides ou  mongólicos são termos obsoletos historicamente usados para designar um agrupamento racial constituído de vários povos nativos de grande parte da Ásia, das Américas e de algumas regiões da Europa e da Oceania. Trata-se de termos derivados de uma teoria racial biológica, já refutada. No passado, também foram usados, como sinônimos, os termos "raça mongol", "amarela", "asiática" e "oriental".
A prática de dividir a humanidade em raças (mongoloide ou amarela, caucasóide ou branca, negroide ou negra, malaia ou marrom  e americana ou vermelha) foi introduzida na década de 1780, por membros da Escola de História de Göttingen, um grupo de historiadores ligados à Universidade de Göttingen. Historiadores dessa Escola também foram responsáveis pela criação de dois grupos fundamentais de terminologias do racismo científico:
- A terminologia de Blumenbach e Meiners para raça: caucasiana ou  branca; mongol ou amarela; malaia ou marrom; etíope ou  negra;  americana ou vermelha;[3]
- A terminologia bíblica de Gatterer, Schlözer e Eichhorn para raça: semita, camita e jafética, as quais seriam constituídas, respectivamente, pelos descendentes de Sem, Cam e Jafé, os três filhos de Noé.

A divisão da Humanidade em raças foi desenvolvida por estudiosos ocidentais no contexto de ideologias racistas predominantes durante a era do Colonialismo.  Com o desenvolvimento da genética, o conceito de raças humanas distintas em um sentido biológico, tornou-se obsoleto. Em 2019, a Associação Americana de Antropólogos Biológicos declarou: "A crença em 'raças' como aspectos naturais da biologia humana e nas estruturas de desigualdade (racismo) que emergem de tais crenças estão entre os mais prejudiciais elementos da experiência humana, tanto hoje quanto no passado."
O termo "mongoloide" também já foi usado para designar a pessoa portadora de síndrome de Down, o que nos dias atuais é considerado altamente ofensivo. As pessoas afetadas pela síndrome eram frequentemente chamadas de "mongoloides" e a própria síndrome era designada por termos como "mongolismo", "idiotice mongol" ou "imbecilidade mongol".

## Características
As caraterísticas físicas dos amarelos são, geralmente, as seguintes: crânio largo, pigmentação clara da pele entre branca e amarelada, cabelos lisos e negros, olhos rasgados e oblíquos, pómulos salientes, nariz reto, lábios delgados, tórax curto e largo, escassa pilosidade corporal. Surgiram em regiões da Ásia de baixas temperaturas. Isso explicaria características físicas como o nariz mais achatado e outras adaptações adequadas para o frio nas extremidades do corpo.
A última edição da enciclopédia alemã Meyers Konversations-Lexikon (1971–79, 25 volumes),  lista os mongoloides com as seguintes características:

Rosto plano com raiz do nariz baixa, arcos zigomáticos pontiagudos, pálpebras achatadas (frequentemente  oblíquas), cabelos grossos e rijos, olhos escuros, pele amarelo-acastanhada, estatura geralmente baixa.
|                     | Mongoloides    | Caucasoides       | Negroides     |
| ------------------- | -------------- | ----------------- | ------------- |
| Forma do crânio     | Ampla          | Média             | Larga         |
| Contorno sagital    | Alto, globular | Alto, arredondado | —             |
| Forma do nariz      | Média          | Estreita          | Ampla         |
| Forma do osso nasal | Pequeno        | Grande            | Médio/Pequeno |
| Aparência do nariz  | Côncavo        | Reto              | Cônvaco/Reto  |

## No Brasil
Segundo o Instituto Brasileiro de Geografia e Estatística, menos de 1% da população brasileira se autodeclara amarela.